# Mistrovství Evropy v basketbalu mužů 1947
5. mistrovství Evropy  v basketbalu proběhlo v dnech 27. dubna – 3. května v Praze v Československu.
Turnaje se zúčastnilo 14 týmů, rozdělených do dvou čtyřčlenných a dvou tříčlenných skupin, z nichž první dva týmy postoupily do dvou semifinálových skupin, Vítězové semifinálových skupin hráli finále, týmy na druhém místě hrály o třetí místo a týmy na třetím místě o páté místo a poslední ve skupině hráli o sedmé místo. Družstva, která skončila v základních skupinách na třetím a čtvrtém místě hrály o 9. - 14. místo. Mistrem Evropy se stalo družstvo Sovětského svazu.

## Výsledky a tabulky

### Základní skupiny

#### Skupina A
|    |            | TCH   | POL   | ROM   | NED   | V | P | Skóre   | B |
| 1. | ČSR        | ***   | 51:17 | 64:25 | 93:19 | 3 | 0 | 208:61  | 6 |
| 2. | Polsko     | 17:51 | ***   | 51:32 | 40:23 | 2 | 1 | 108:106 | 5 |
| 3. | Rumunsko   | 25:64 | 32:51 | ***   | 50:42 | 1 | 2 | 107:157 | 4 |
| 4. | Nizozemsko | 19:93 | 23:40 | 42:50 | ***   | 0 | 3 | 84:183  | 3 |

| 27. dubna 1947 16:45 | Zpráva | Polsko                     | 51 – 32 | Rumunsko   |  | Sportovní Hala “Sokol Královské Vinohrady” Praha |
| 27. dubna 1947 16:45 | Zpráva | Skóre po poločasech: 19:12 |         |            |  | Sportovní Hala “Sokol Královské Vinohrady” Praha |
| 27. dubna 1947 16:45 | Zpráva | Stok 29                    | Body    | Sadeanu 12 |  | Sportovní Hala “Sokol Královské Vinohrady” Praha |

| 27. dubna 1947 21:15 | Zpráva | ČSR                        | 93 – 19 | Nizozemsko |  | Sportovní Hala “Sokol Královské Vinohrady” Praha |
| 27. dubna 1947 21:15 | Zpráva | Skóre po poločasech: 64:10 |         |            |  | Sportovní Hala “Sokol Královské Vinohrady” Praha |
| 27. dubna 1947 21:15 | Zpráva | Vondráček 29               | Body    | Koper 4    |  | Sportovní Hala “Sokol Královské Vinohrady” Praha |

| 28. dubna 1947 11:15 | Zpráva | Polsko                     | 40 – 23 | Nizozemsko |  | Sportovní Hala “Sokol Královské Vinohrady” Praha |
| 28. dubna 1947 11:15 | Zpráva | Skóre po poločasech: 11:13 |         |            |  | Sportovní Hala “Sokol Královské Vinohrady” Praha |
| 28. dubna 1947 11:15 | Zpráva | Resich 13                  | Body    | Eng Hau 6  |  | Sportovní Hala “Sokol Královské Vinohrady” Praha |

| 28. dubna 1947 20:00 | Zpráva | Rumunsko                  | 25 – 64 | ČSR       |  | Sportovní Hala “Sokol Královské Vinohrady” Praha |
| 28. dubna 1947 20:00 | Zpráva | Skóre po poločasech: 8:26 |         |           |  | Sportovní Hala “Sokol Královské Vinohrady” Praha |
| 28. dubna 1947 20:00 | Zpráva | Marossi 6                 | Body    | Mrázek 12 |  | Sportovní Hala “Sokol Královské Vinohrady” Praha |

| 29. dubna 1947 20:00 | Zpráva | Nizozemsko                 | 42 – 50 | Rumunsko   |  | Sportovní Hala “Sokol Královské Vinohrady” Praha |
| 29. dubna 1947 20:00 | Zpráva | Skóre po poločasech: 16:13 |         |            |  | Sportovní Hala “Sokol Královské Vinohrady” Praha |
| 29. dubna 1947 20:00 | Zpráva | Brandt 16                  | Body    | Marossi 22 |  | Sportovní Hala “Sokol Královské Vinohrady” Praha |

| 29. dubna 1947 21:15 | Zpráva | ČSR                       | 51 – 17 | Polsko         |  | Sportovní Hala “Sokol Královské Vinohrady” Praha |
| 29. dubna 1947 21:15 | Zpráva | Skóre po poločasech: 18:5 |         |                |  | Sportovní Hala “Sokol Královské Vinohrady” Praha |
| 29. dubna 1947 21:15 | Zpráva | Velenský 18               | Body    | Bartosiewicz 6 |  | Sportovní Hala “Sokol Královské Vinohrady” Praha |

#### Skupina B
|    |         | EGY    | BEL    | ITA   | ALB    | V | P | Skóre  | B |
| 1. | Egypt   | ***    | 46:35  | 43:38 | 104:19 | 3 | 0 | 193:92 | 6 |
| 2. | Belgie  | 35:46  | ***    | 34:21 | 114:11 | 2 | 1 | 183:78 | 5 |
| 3. | Itálie  | 38:43  | 21:34  | ***   | 60:15  | 1 | 2 | 119:92 | 4 |
| 4. | Albánie | 19:104 | 11:114 | 15:60 | ***    | 0 | 3 | 45:278 | 3 |

| 27. dubna 1947 17:30 | Zpráva | Itálie                     | 60 – 15 | Albánie   |  | Sportovní Hala “Sokol Královské Vinohrady” Praha |
| 27. dubna 1947 17:30 | Zpráva | Skóre po poločasech: 22:11 |         |           |  | Sportovní Hala “Sokol Královské Vinohrady” Praha |
| 27. dubna 1947 17:30 | Zpráva | Miliani 12                 | Body    | Koljaka 5 |  | Sportovní Hala “Sokol Královské Vinohrady” Praha |

| 27. dubna 1947 20:00 | Zpráva | Belgie                     | 35 – 46 | Egypt     |  | Sportovní Hala “Sokol Královské Vinohrady” Praha |
| 27. dubna 1947 20:00 | Zpráva | Skóre po poločasech: 13:12 |         |           |  | Sportovní Hala “Sokol Královské Vinohrady” Praha |
| 27. dubna 1947 20:00 | Zpráva | Hollanders 11              | Body    | Harawi 14 |  | Sportovní Hala “Sokol Královské Vinohrady” Praha |

| 28. dubna 1947 10:00 | Zpráva | Belgie                    | 114 – 11 | Albánie     |  | Sportovní Hala “Sokol Královské Vinohrady” Praha |
| 28. dubna 1947 10:00 | Zpráva | Skóre po poločasech: 65:7 |          |             |  | Sportovní Hala “Sokol Královské Vinohrady” Praha |
| 28. dubna 1947 10:00 | Zpráva | van Damme 32              | Body     | Peshkopia 3 |  | Sportovní Hala “Sokol Královské Vinohrady” Praha |

| 27. dubna 1947 21:30 | Zpráva | Egypt                      | 43 – 38 | Itálie    |  | Sportovní Hala “Sokol Královské Vinohrady” Praha |
| 27. dubna 1947 21:30 | Zpráva | Skóre po poločasech: 19:20 |         |           |  | Sportovní Hala “Sokol Královské Vinohrady” Praha |
| 27. dubna 1947 21:30 | Zpráva | Acher 13                   | Body    | Miliani 9 |  | Sportovní Hala “Sokol Královské Vinohrady” Praha |

| 29. dubna 1947 10:00 | Zpráva | Albánie                    | 19 – 104 | Egypt    |  | Sportovní Hala “Sokol Královské Vinohrady” Praha |
| 29. dubna 1947 10:00 | Zpráva | Skóre po poločasech: 12:49 |          |          |  | Sportovní Hala “Sokol Královské Vinohrady” Praha |
| 29. dubna 1947 10:00 | Zpráva | Peshkopia 5                | Body     | Saleh 30 |  | Sportovní Hala “Sokol Královské Vinohrady” Praha |

| 29. dubna 1947 17:00 | Zpráva | Itálie                     | 21 – 34 | Belgie        |  | Sportovní Hala “Sokol Královské Vinohrady” Praha |
| 29. dubna 1947 17:00 | Zpráva | Skóre po poločasech: 12:18 |         |               |  | Sportovní Hala “Sokol Královské Vinohrady” Praha |
| 29. dubna 1947 17:00 | Zpráva | De Nardus 6                | Body    | Hollanders 13 |  | Sportovní Hala “Sokol Královské Vinohrady” Praha |

#### Skupina C
|    |            | URS   | HUN   | YUG   | V | P | Skóre  | B |
| 1. | SSSR       | ***   | 62:33 | 50:11 | 2 | 0 | 112:44 | 4 |
| 2. | Maďarsko   | 33:62 | ***   | 50:27 | 1 | 1 | 83:89  | 3 |
| 3. | Jugoslávie | 11:50 | 27:52 | ***   | 0 | 2 | 38:100 | 2 |

| 27. dubna 1947 11:30 | Zpráva | SSSR                      | 50 – 11 | Jugoslávie |  | Sportovní Hala “Sokol Královské Vinohrady” Praha |
| 27. dubna 1947 11:30 | Zpráva | Skóre po poločasech: 23:8 |         |            |  | Sportovní Hala “Sokol Královské Vinohrady” Praha |
| 27. dubna 1947 11:30 | Zpráva | Korkia 19                 | Body    | Grkinič 5  |  | Sportovní Hala “Sokol Královské Vinohrady” Praha |

| 28. dubna 1947 16:45 | Zpráva | SSSR                       | 62 – 33 | Maďarsko |  | Sportovní Hala “Sokol Královské Vinohrady” Praha |
| 28. dubna 1947 16:45 | Zpráva | Skóre po poločasech: 28:18 |         |          |  | Sportovní Hala “Sokol Královské Vinohrady” Praha |
| 28. dubna 1947 16:45 | Zpráva | Alexejev 14                | Body    | Timar 6  |  | Sportovní Hala “Sokol Královské Vinohrady” Praha |

| 27. dubna 1947 15:30 | Zpráva | Jugoslávie                 | 27 – 50 | Maďarsko       |  | Sportovní Hala “Sokol Královské Vinohrady” Praha |
| 27. dubna 1947 15:30 | Zpráva | Skóre po poločasech: 14:22 |         |                |  | Sportovní Hala “Sokol Královské Vinohrady” Praha |
| 27. dubna 1947 15:30 | Zpráva | Grkinič 7                  | Body    | Nowakovszky 21 |  | Sportovní Hala “Sokol Královské Vinohrady” Praha |

#### Skupina D
|    |           | FRA   | BUL   | AUT   | V | P | Skóre  | B |
| 1. | Francie   | ***   | 67:32 | 100:6 | 2 | 0 | 167:38 | 4 |
| 2. | Bulharsko | 32:67 | ***   | 56:13 | 1 | 1 | 88:80  | 3 |
| 3. | Rakousko  | 6:100 | 13:56 | ***   | 0 | 2 | 19:156 | 2 |

| 27. dubna 1947 15:00 | Zpráva | Bulharsko                 | 56 – 13 | Rakousko |  | Sportovní Hala “Sokol Královské Vinohrady” Praha |
| 27. dubna 1947 15:00 | Zpráva | Skóre po poločasech: 27:4 |         |          |  | Sportovní Hala “Sokol Královské Vinohrady” Praha |
| 27. dubna 1947 15:00 | Zpráva | Georgijev 14              | Body    | Bohman 4 |  | Sportovní Hala “Sokol Královské Vinohrady” Praha |

| 28. dubna 1947 15:30 | Zpráva | Francie                   | 100 – 6 | Rakousko      |  | Sportovní Hala “Sokol Královské Vinohrady” Praha |
| 28. dubna 1947 15:30 | Zpráva | Skóre po poločasech: 50:4 |         |               |  | Sportovní Hala “Sokol Královské Vinohrady” Praha |
| 28. dubna 1947 15:30 | Zpráva | Perrier 31                | Body    | Ganglberger 4 |  | Sportovní Hala “Sokol Královské Vinohrady” Praha |

| 29. dubna 1947 11:45 | Zpráva | Francie                    | 67 – 32 | Bulharsko |  | Sportovní Hala “Sokol Královské Vinohrady” Praha |
| 29. dubna 1947 11:45 | Zpráva | Skóre po poločasech: 26:12 |         |           |  | Sportovní Hala “Sokol Královské Vinohrady” Praha |
| 29. dubna 1947 11:45 | Zpráva | Duperray 15                | Body    | Rajkov 8  |  | Sportovní Hala “Sokol Královské Vinohrady” Praha |

### Semifinále

#### Skupina A
|    |          | TCH   | BEL   | FRA   | HUN   | V | P | Skóre   | B |
| 1. | ČSR      | ***   | 32:29 | 32:22 | 52:48 | 3 | 0 | 116:99  | 6 |
| 2. | Belgie   | 29:32 | ***   | 27:26 | 30:27 | 2 | 1 | 86:85   | 5 |
| 3. | Francie  | 22:32 | 26:27 | ***   | 45:41 | 1 | 2 | 93:100  | 4 |
| 4. | Maďarsko | 48:52 | 27:30 | 41:45 | ***   | 0 | 3 | 116:127 | 3 |

| 30. dubna 1947 15:30 | Zpráva | Maďarsko                   | 48 – 52 | ČSR       |  | Sportovní Hala “Sokol Královské Vinohrady” Praha |
| 30. dubna 1947 15:30 | Zpráva | Skóre po poločasech: 26:22 |         |           |  | Sportovní Hala “Sokol Královské Vinohrady” Praha |
| 30. dubna 1947 15:30 | Zpráva | Timar 17                   | Body    | Mrázek 19 |  | Sportovní Hala “Sokol Královské Vinohrady” Praha |

| 30. dubna 1947 21:15 | Zpráva | Francie                   | 26 – 27 | Belgie    |  | Sportovní Hala “Sokol Královské Vinohrady” Praha |
| 30. dubna 1947 21:15 | Zpráva | Skóre po poločasech: 14:7 |         |           |  | Sportovní Hala “Sokol Královské Vinohrady” Praha |
| 30. dubna 1947 21:15 | Zpráva | Perrier 10                | Body    | Hermans 7 |  | Sportovní Hala “Sokol Královské Vinohrady” Praha |

| 1. května 1947 17:00 | Zpráva | Belgie                     | 30 – 27 | Maďarsko |  | Sportovní Hala “Sokol Královské Vinohrady” Praha |
| 1. května 1947 17:00 | Zpráva | Skóre po poločasech: 22:16 |         |          |  | Sportovní Hala “Sokol Královské Vinohrady” Praha |
| 1. května 1947 17:00 | Zpráva | Hermans 10                 | Body    | Nemeth 8 |  | Sportovní Hala “Sokol Královské Vinohrady” Praha |

| 1. května 1947 19:30 | Zpráva | Francie                   | 22 – 32 | ČSR       |  | Sportovní Hala “Sokol Královské Vinohrady” Praha |
| 1. května 1947 19:30 | Zpráva | Skóre po poločasech: 7:16 |         |           |  | Sportovní Hala “Sokol Královské Vinohrady” Praha |
| 1. května 1947 19:30 | Zpráva | Duperray 7                | Body    | Mrázek 12 |  | Sportovní Hala “Sokol Královské Vinohrady” Praha |

| 2. května 1947 17:00 | Zpráva | Maďarsko                   | 41 – 45 | Francie   |  | Sportovní Hala “Sokol Královské Vinohrady” Praha |
| 2. května 1947 17:00 | Zpráva | Skóre po poločasech: 18:17 |         |           |  | Sportovní Hala “Sokol Královské Vinohrady” Praha |
| 2. května 1947 17:00 | Zpráva | Nowakovszky 11             | Body    | Busnel 15 |  | Sportovní Hala “Sokol Královské Vinohrady” Praha |

| 2. května 1947 21:15 | Zpráva | ČSR                        | 32 – 29 | Belgie     |  | Sportovní Hala “Sokol Královské Vinohrady” Praha |
| 2. května 1947 21:15 | Zpráva | Skóre po poločasech: 21:15 |         |            |  | Sportovní Hala “Sokol Královské Vinohrady” Praha |
| 2. května 1947 21:15 | Zpráva | Mrázek 14                  | Body    | Hermans 12 |  | Sportovní Hala “Sokol Královské Vinohrady” Praha |

#### Skupina B
|    |           | URS   | EGY   | POL   | BUL   | V | P | Skóre   | B |
| 1. | SSSR      | ***   | 46:32 | 36:18 | 55:24 | 3 | 0 | 137:74  | 6 |
| 2. | Egypt     | 32:46 | ***   | 52:28 | 51:38 | 2 | 1 | 135:112 | 5 |
| 3. | Polsko    | 18:36 | 28:52 | ***   | 32:27 | 1 | 2 | 78:115  | 4 |
| 4. | Bulharsko | 24:55 | 38:51 | 27:32 | ***   | 0 | 3 | 89:138  | 3 |

| 30. dubna 1947 17:00 | Zpráva | Polsko                     | 28 – 52 | Egypt    |  | Sportovní Hala “Sokol Královské Vinohrady” Praha |
| 30. dubna 1947 17:00 | Zpráva | Skóre po poločasech: 10:35 |         |          |  | Sportovní Hala “Sokol Královské Vinohrady” Praha |
| 30. dubna 1947 17:00 | Zpráva | Dowgird 6                  | Body    | Saleh 14 |  | Sportovní Hala “Sokol Královské Vinohrady” Praha |

| 30. dubna 1947 20:00 | Zpráva | SSSR                       | 55 – 24 | Bulharsko |  | Sportovní Hala “Sokol Královské Vinohrady” Praha |
| 30. dubna 1947 20:00 | Zpráva | Skóre po poločasech: 16:14 |         |           |  | Sportovní Hala “Sokol Královské Vinohrady” Praha |
| 30. dubna 1947 20:00 | Zpráva | Koněv 14                   | Body    | Hajtov 6  |  | Sportovní Hala “Sokol Královské Vinohrady” Praha |

| 1. května 1947 21:00 | Zpráva | SSSR                       | 46 – 32 | Egypt    |  | Sportovní Hala “Sokol Královské Vinohrady” Praha |
| 1. května 1947 21:00 | Zpráva | Skóre po poločasech: 21:13 |         |          |  | Sportovní Hala “Sokol Královské Vinohrady” Praha |
| 1. května 1947 21:00 | Zpráva | Korkia 15                  | Body    | Harawi 7 |  | Sportovní Hala “Sokol Královské Vinohrady” Praha |

| 1. května 1947 22:30 | Zpráva | Bulharsko                  | 27 – 32 | Polsko     |  | Sportovní Hala “Sokol Královské Vinohrady” Praha |
| 1. května 1947 22:30 | Zpráva | Skóre po poločasech: 16:16 |         |            |  | Sportovní Hala “Sokol Královské Vinohrady” Praha |
| 1. května 1947 22:30 | Zpráva | Takev 10                   | Body    | Zylinski 8 |  | Sportovní Hala “Sokol Královské Vinohrady” Praha |

| 2. května 1947 16:30 | Zpráva | Egypt                      | 51 – 38 | Bulharsko |  | Sportovní Hala “Sokol Královské Vinohrady” Praha |
| 2. května 1947 16:30 | Zpráva | Skóre po poločasech: 30:13 |         |           |  | Sportovní Hala “Sokol Královské Vinohrady” Praha |
| 2. května 1947 16:30 | Zpráva | Harawi 13                  | Body    | Temkov 8  |  | Sportovní Hala “Sokol Královské Vinohrady” Praha |

| 2. května 1947 19:30 | Zpráva | Polsko                    | 18 – 36 | SSSR        |  | Sportovní Hala “Sokol Královské Vinohrady” Praha |
| 2. května 1947 19:30 | Zpráva | Skóre po poločasech: 5:21 |         |             |  | Sportovní Hala “Sokol Královské Vinohrady” Praha |
| 2. května 1947 19:30 | Zpráva | Dowgird 4                 | Body    | Kolpakov 10 |  | Sportovní Hala “Sokol Královské Vinohrady” Praha |

### Finále
| 3. května 1947 21:30 | Zpráva | SSSR                       | 65 – 37 | ČSR       |  | Sportovní Hala “Sokol Královské Vinohrady” Praha |
| 3. května 1947 21:30 | Zpráva | Skóre po poločasech: 33:14 |         |           |  | Sportovní Hala “Sokol Královské Vinohrady” Praha |
| 3. května 1947 21:30 | Zpráva | Korkia 23                  | Body    | Mrázek 12 |  | Sportovní Hala “Sokol Královské Vinohrady” Praha |

### O 3. místo
| 3. května 1947 20:00 | Zpráva | Egypt                      | 52 – 48 | Belgie     |  | Sportovní Hala “Sokol Královské Vinohrady” Praha |
| 3. května 1947 20:00 | Zpráva | Skóre po poločasech: 19:20 |         |            |  | Sportovní Hala “Sokol Královské Vinohrady” Praha |
| 3. května 1947 20:00 | Zpráva | Montasser 16               | Body    | Hermans 12 |  | Sportovní Hala “Sokol Královské Vinohrady” Praha |

### O 5. místo
| 3. května 1947 17:00 | Zpráva | Francie                    | 62 – 29 | Polsko      |  | Sportovní Hala “Sokol Královské Vinohrady” Praha |
| 3. května 1947 17:00 | Zpráva | Skóre po poločasech: 21:18 |         |             |  | Sportovní Hala “Sokol Královské Vinohrady” Praha |
| 3. května 1947 17:00 | Zpráva | Duperray 18                | Body    | Zylinski 11 |  | Sportovní Hala “Sokol Královské Vinohrady” Praha |

### O 7. místo
| 3. května 1947 15:30 | Zpráva | Maďarsko                   | 59 – 29 | Bulharsko |  | Sportovní Hala “Sokol Královské Vinohrady” Praha |
| 3. května 1947 15:30 | Zpráva | Skóre po poločasech: 27:11 |         |           |  | Sportovní Hala “Sokol Královské Vinohrady” Praha |
| 3. května 1947 15:30 | Zpráva | Nemeth 25                  | Body    | Rajkov 9  |  | Sportovní Hala “Sokol Královské Vinohrady” Praha |

### O 9. - 14. místo

#### Skupina A
|    |          | ROM   | AUT   | ALB   | V | P | Skóre  | B |
| 1. | Rumunsko | ***   | 69:23 | 73:19 | 2 | 0 | 142:42 | 4 |
| 2. | Rakousko | 23:69 | ***   | 44:27 | 1 | 1 | 87:96  | 3 |
| 3. | Albánie  | 19:73 | 27:44 | ***   | 0 | 2 | 46:117 | 3 |

| 30. dubna 1947 10:00 | Zpráva | Rakousko                   | 23 – 69 | Rumunsko     |  | Sportovní Hala “Sokol Královské Vinohrady” Praha |
| 30. dubna 1947 10:00 | Zpráva | Skóre po poločasech: 14:19 |         |              |  | Sportovní Hala “Sokol Královské Vinohrady” Praha |
| 30. dubna 1947 10:00 | Zpráva | Ganglberger 8              | Body    | Badulescu 16 |  | Sportovní Hala “Sokol Královské Vinohrady” Praha |

| 1. května 1947 13:45 | Zpráva | Albánie                    | 19 – 73 | Rumunsko   |  | Sportovní Hala “Sokol Královské Vinohrady” Praha |
| 1. května 1947 13:45 | Zpráva | Skóre po poločasech: 11:35 |         |            |  | Sportovní Hala “Sokol Královské Vinohrady” Praha |
| 1. května 1947 13:45 | Zpráva | Zavalani 8                 | Body    | Popescu 17 |  | Sportovní Hala “Sokol Královské Vinohrady” Praha |

| 2. května 1947 11:15 | Zpráva | Albánie                    | 27 – 44 | Rakousko  |  | Sportovní Hala “Sokol Královské Vinohrady” Praha |
| 2. května 1947 11:15 | Zpráva | Skóre po poločasech: 10:18 |         |           |  | Sportovní Hala “Sokol Královské Vinohrady” Praha |
| 2. května 1947 11:15 | Zpráva | Zavalani 10                | Body    | Pitsch 13 |  | Sportovní Hala “Sokol Královské Vinohrady” Praha |

#### Skupina B
|    |            | ITA   | NED   | YUG   | V | P | Skóre | B |
| 1. | Itálie     | ***   | 34:39 | 59:33 | 1 | 1 | 93:72 | 3 |
| 2. | Nizozemsko | 39:34 | ***   | 26:32 | 1 | 1 | 65:66 | 3 |
| 3. | Jugoslávie | 33:59 | 32:26 | ***   | 1 | 1 | 65:85 | 3 |

| 30. dubna 1947 11:15 | Zpráva | Itálie                     | 59 – 33 | Jugoslávie   |  | Sportovní Hala “Sokol Královské Vinohrady” Praha |
| 30. dubna 1947 11:15 | Zpráva | Skóre po poločasech: 31:17 |         |              |  | Sportovní Hala “Sokol Královské Vinohrady” Praha |
| 30. dubna 1947 11:15 | Zpráva | Cerioni 16                 | Body    | Olivijeri 12 |  | Sportovní Hala “Sokol Královské Vinohrady” Praha |

| 1. května 1947 15:00 | Zpráva | Itálie                     | 34 – 39 | Nizozemsko |  | Sportovní Hala “Sokol Královské Vinohrady” Praha |
| 1. května 1947 15:00 | Zpráva | Skóre po poločasech: 22:22 |         |            |  | Sportovní Hala “Sokol Královské Vinohrady” Praha |
| 1. května 1947 15:00 | Zpráva | Miliani 11                 | Body    | Brandt 17  |  | Sportovní Hala “Sokol Královské Vinohrady” Praha |

| 2. května 1947 10:00 | Zpráva | Jugoslávie                 | 32 – 26 | Nizozemsko |  | Sportovní Hala “Sokol Královské Vinohrady” Praha |
| 2. května 1947 10:00 | Zpráva | Skóre po poločasech: 22:12 |         |            |  | Sportovní Hala “Sokol Královské Vinohrady” Praha |
| 2. května 1947 10:00 | Zpráva | Popovič 6                  | Body    | Brandt 9   |  | Sportovní Hala “Sokol Královské Vinohrady” Praha |

### O 9. místo
| 3. května 1947 11:30 | Zpráva | Itálie                     | 55 – 39 | Rumunsko     |  | Sportovní Hala “Sokol Královské Vinohrady” Praha |
| 3. května 1947 11:30 | Zpráva | Skóre po poločasech: 28:17 |         |              |  | Sportovní Hala “Sokol Královské Vinohrady” Praha |
| 3. května 1947 11:30 | Zpráva | Radici 18                  | Body    | Badulescu 19 |  | Sportovní Hala “Sokol Královské Vinohrady” Praha |

### O 11. místo
| 3. května 1947 10:15 | Zpráva | Nizozemsko                 | 54 – 33 | Rakousko       |  | Sportovní Hala “Sokol Královské Vinohrady” Praha |
| 3. května 1947 10:15 | Zpráva | Skóre po poločasech: 25:11 |         |                |  | Sportovní Hala “Sokol Královské Vinohrady” Praha |
| 3. května 1947 10:15 | Zpráva | Brandt 12                  | Body    | Ganglberger 10 |  | Sportovní Hala “Sokol Královské Vinohrady” Praha |

### O 13. místo
| 3. května 1947 9:00 | Zpráva | Jugoslávie                | 90 – 13 | Albánie     |  | Sportovní Hala “Sokol Královské Vinohrady” Praha |
| 3. května 1947 9:00 | Zpráva | Skóre po poločasech: 50:3 |         |             |  | Sportovní Hala “Sokol Královské Vinohrady” Praha |
| 3. května 1947 9:00 | Zpráva | Demsar 42                 | Body    | Peshkopia 3 |  | Sportovní Hala “Sokol Královské Vinohrady” Praha |

## Soupisky
1.  SSSR
| - Jurij Ušakov - Vasilij Kolpakov - Stěpas Butautas - Joann Lõssov | - Jevgenij Alexejev - Nodar Djordjikia - Anatolij Koněv - Otar Korkia | - Ilmar Kullam - Sergej Tarasov - Alexandr Mojsejev | - Vytautas Kulakauskas - Justinas Lagunavičius - Kazimieras Petkevičius |

- Trenér: Pavel Celtin.

2.  ČSR
| - Jan Kozák - Václav Krása - Emil Velenský - Ladislav Trpkoš | - Karel Bělohradský - Miroslav Dostál - Milan Fraňa - Vladimír Vondráček | - Ivo Mrázek - Gustáv Herrmann - Jiří Drvota | - Josef Ezr - Josef Toms - Miloš Bobocký |

- Trenér: Josef Fleischlinger.

3.  Egypt
| - Albert Fahmi Tadros - Guido Acher - Fouad Abdelmeguid el-Kheir | - Maurice Calife - Hussein Kamel Montasser - Hassan Moawadh | - Zaki Selim Harari - Gabriel Armand Catafago - Abdelrahman Hafez Ismail | - Wahid Chafiq Saleh - Youssef Mohammed Abbas - Zaki Yehia |

4.  Belgie
| - Armand van Wambeke - René Steurbaut - Julien Meuris - Georges Baert | - Henri Hermans - Émile Kets - Henri Coosemans - Gustave Poppe | - Alexander Hollanders - Henri Hollanders - François de Pauw | - Guillaume van Damme - Fernand Rossius - Joseph Pirard |

- Trenér:Raymond Briot

5.  Francie
| - Jacques Perrier - Jean Duperray - Robert Busnel - Pierre Thiolon | - René Chocat - Fernand Guillou - Jacques Favory - Marcel Béziers | - Maurice Girardot - Jacques Faucherre - Émile Frezot | - André Goeuriot - Aimé Gravas - Henri Lesmayoux |

- Trenér: Michael Rutzgis

6.  Polsko
| - Józef Żyliński - Ludwik Barszczewski - Bogdan Bartosiewicz | - Jacek Arlet - Jerzy Dowgird - Edward Jarczyński | - Henryk Jaźnicki - Romuald Markowski - Tadeusz Ulatowski | - Władysław Maleszewski - Zbigniew Resich - Paweł Stok |

- Trenér:Józef Pachla

7.  Maďarsko
| - Antal Bánkúti - Béla Bánkúti - Gyula Tóth | - Erwin Kassai - László Kiralyhidi - Tibor Mezőfi | - Ferenc Németh - László Nádasdy - István Tímár | - Ede Vadászi - Géza Bajári - Géza Kardos |

- Trenér: István Király

8.  Bulharsko
| - Ljudmil Katerinski - Nikola Kolev - Christo Chajtov | - Božidar Takev - Stefan Bankov - Ilija Asenov | - Veselin Temkov - Georgi Georgiev - Tonko Rajkov | - ??? Peev - ??? Šarkov |

- Trenér: Georgi Petkov

9.  Itálie
| - Cesare Rubini - Mario Cattarini - Giancarlo Primo - Giovanni Miliani | - Severino Radici - Valentino Pellarini - Enrico Garbosi - Carlo Cerioni | - Vittorio Tracuzzi - Massimo Lucentini - Marcello de Nardus | - Armando Fagarazzi - Sergio Ferriani - Guido Garlato |

10.  Rumunsko
| - Constantin Herold - Alexandru Popescu - Vasile Popescu - H. Kevorkian | - S. Sădeanu - I. Vulescu - Gh. Teodorescu | - H. Dlugoš - A. Neagu - C. Babaliescu | - N. Bădulescu - P. Marossi - S. Ferencz |

- Trenér: C. Virgolici

11.  Nizozemsko
| - Freek Brandt - Tan Eng Hau - Henk Koper | - Joop Koper - Chris van Laar - Wim van Someren | - Jaap van Veen - Jan Cupido | - Sjoerd Werner - B. Winkel |

- Trenér: Dick Schmüll

12.  Rakousko
| - Hans Bohman - Franz Glück - Herbert Haselbacher - Richard Pollak | - Walter Ledl - Hans Zsak - Konrad Pitsch | - Helmut Schmidt - Otto Schreiweis - ??? Eder | - ??? Ganglberger - ??? Paulin - ??? Vostatek |

- Trenér: Frankl

13.  Jugoslávie
| - Tulio Rokličer - Mirko Marjanović - Božo Grkinić - Ladislav Demšar | - Nebojša Popović - Božidar Munćan - Aleksandar Gec | - Aleksandar Milojković - Srđan Kalember - Otone Olivieri | - Zorko Cvetković - Zlatko Kovačević - Miodrag Stefanović |

- Trenér: Stevica Čolović

14.  Albánie
| - Dhimitraq Goga - Vlash Koljaka - Enver Maçi | - Bajram Kurani - Muntaz Peshkopia | - Naim Pilku - Dilaver Toptani | - Ferdin Toptani - Çerçiz Zavalani |

- Hrající trenér: Naim Pilku

## Konečné pořadí
| Pořadí           | Tým        | Z | V | P | Skóre   | B  |
| ---------------- | ---------- | - | - | - | ------- | -- |
| Zlatá medaile    | SSSR       | 6 | 6 | 0 | 305:155 | 12 |
| Stříbrná medaile | ČSR        | 7 | 6 | 1 | 361:216 | 13 |
| Bronzová medaile | Egypt      | 7 | 6 | 1 | 378:252 | 13 |
| 4.               | Belgie     | 7 | 4 | 3 | 317:213 | 11 |
| 5.               | Francie    | 6 | 4 | 2 | 322:167 | 10 |
| 6.               | Polsko     | 7 | 3 | 4 | 215:283 | 10 |
| 7.               | Maďarsko   | 6 | 2 | 4 | 258:245 | 8  |
| 8.               | Bulharsko  | 6 | 1 | 5 | 206:277 | 7  |
| 9.               | Itálie     | 6 | 3 | 3 | 267:203 | 9  |
| 10.              | Rumunsko   | 6 | 3 | 3 | 288:254 | 4  |
| 11.              | Nizozemsko | 6 | 2 | 4 | 203:282 | 8  |
| 12.              | Rakousko   | 5 | 1 | 4 | 119:306 | 6  |
| 13.              | Jugoslávie | 5 | 2 | 3 | 193:198 | 7  |
| 14.              | Albánie    | 6 | 0 | 6 | 104:485 | 6  |